# Almviks tegelbruksmuseum
Almviks tegelbruksmuseum är ett svenskt arbetslivsmuseum och industriminne vid Gamlebyviken i Almvik i Västerviks kommun.
Museet förvaltar Almviks tegelbruk, som drevs hantverksmässigt med enkla mekaniska hjälpmedel av Blekhems säteri och som lades ned 1971. Ringugnen anlades 1878. År 1885 tillverkades omkring 560.000 tegel, varav 80% tegelsten och resten taktegel och tegelrör. År 1928 tillverkades 1,4 miljoner tegel.
Museet invigdes 1998 och drivs av Almviks Tegelbruks Vänner. I utställningshallen i torkladan finns flera monumentalmålningar från 1998 av Lars Jönsson (1947–2012). På museet finns också träskulpturer av Gösta Holmer (född 1951).

## Bildgalleri

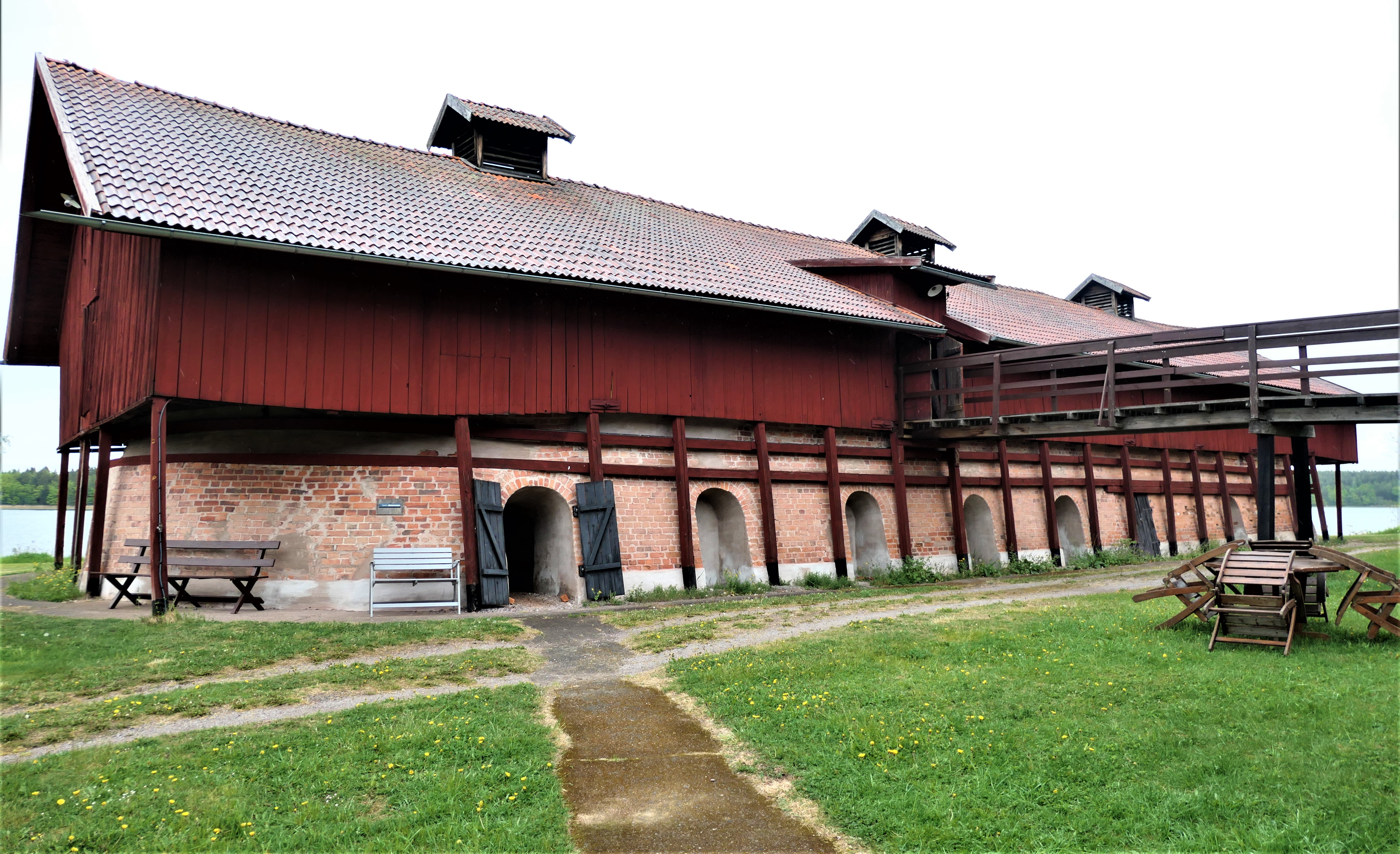
Ringugnen med en bro till vinden
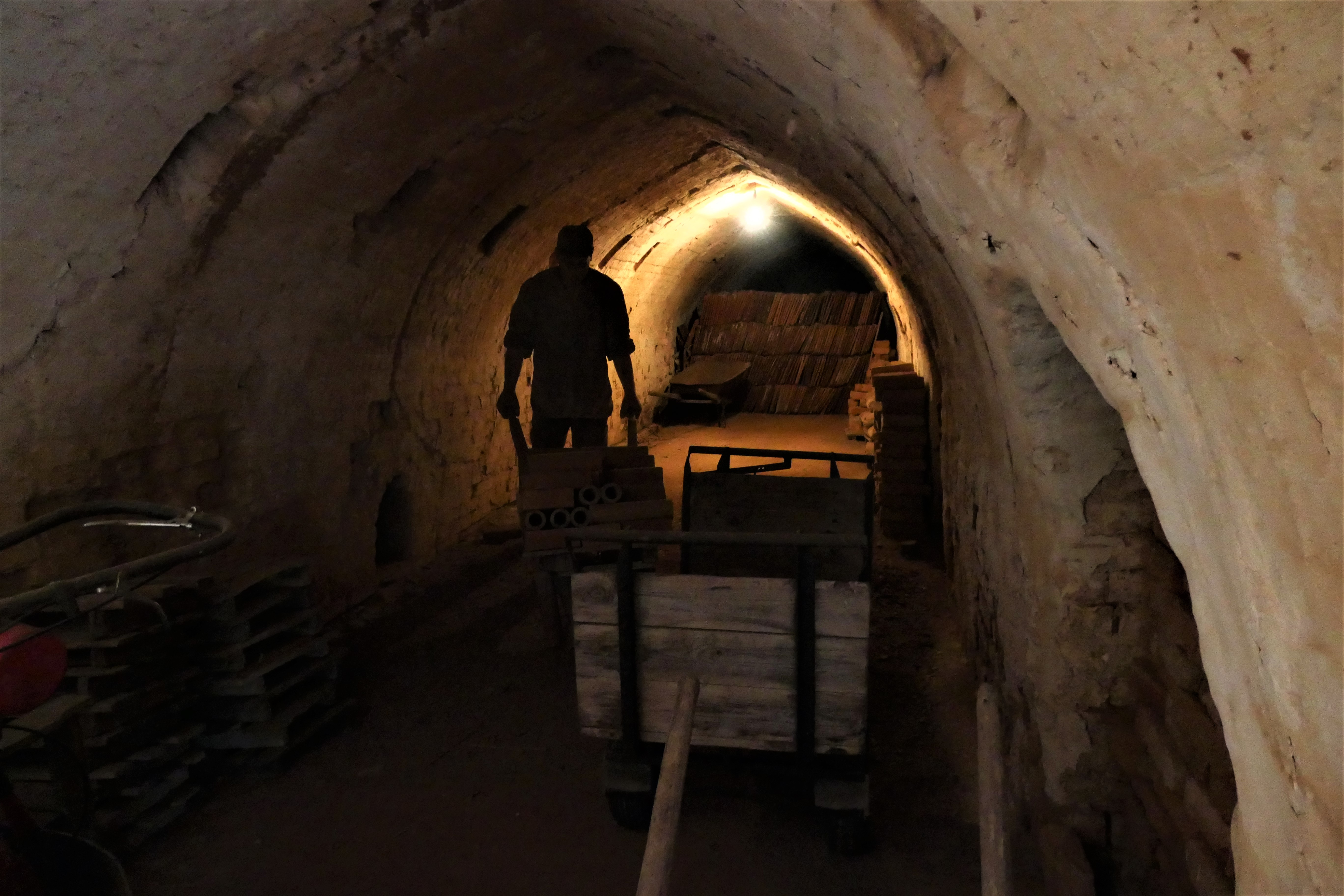
Ringugnen med en träskulptur av Gösta Holmer
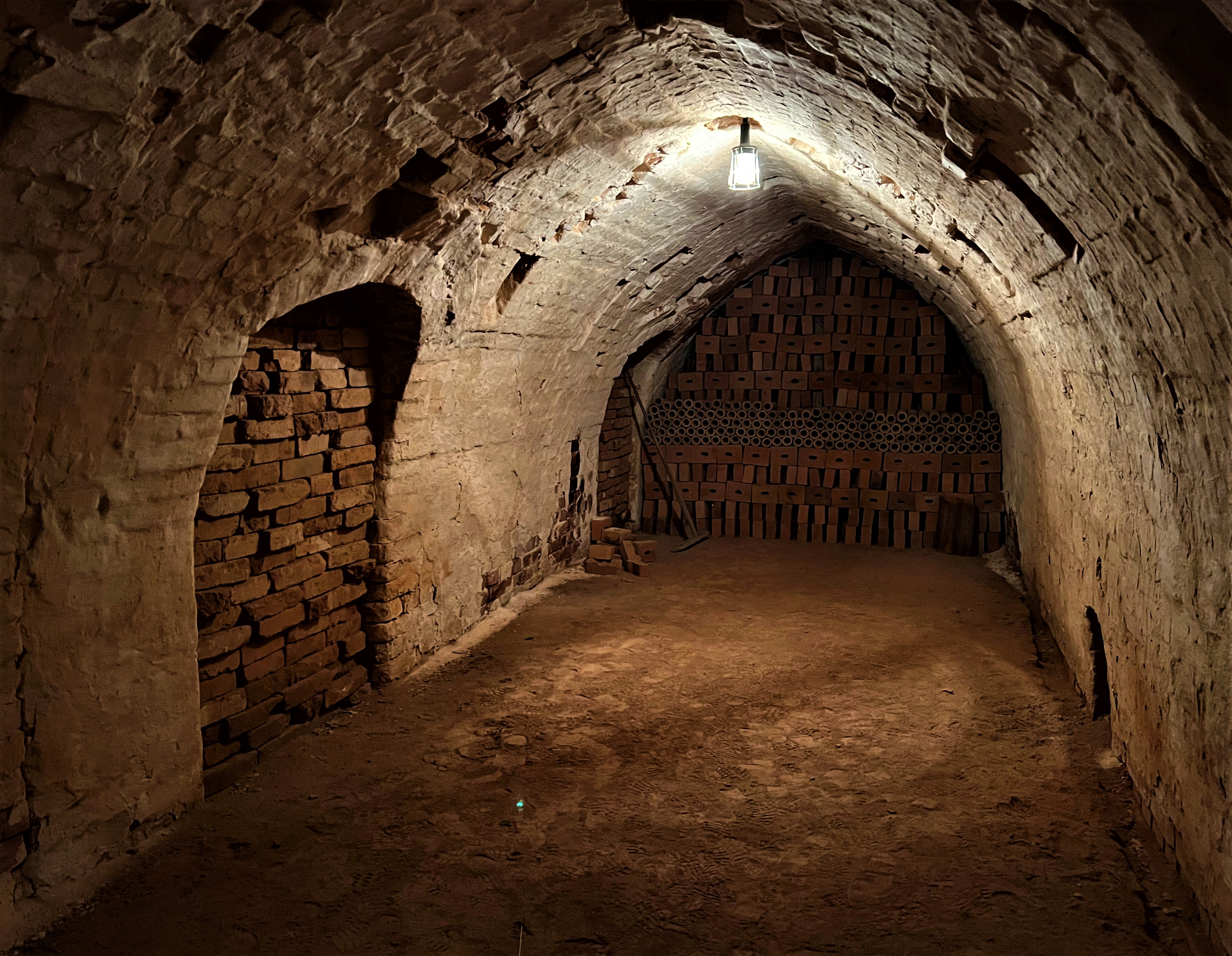
Ringugnen
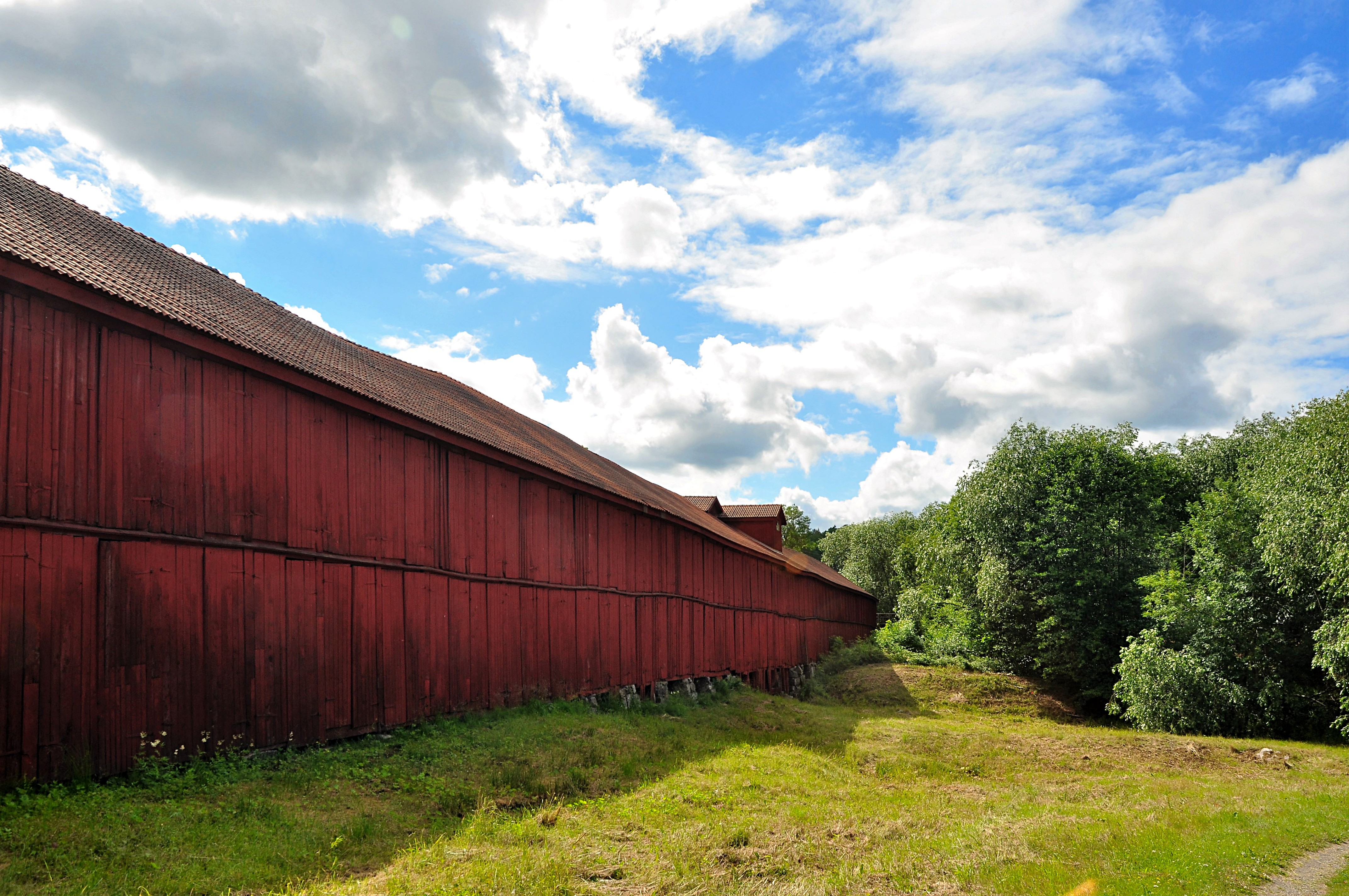
Torkladan
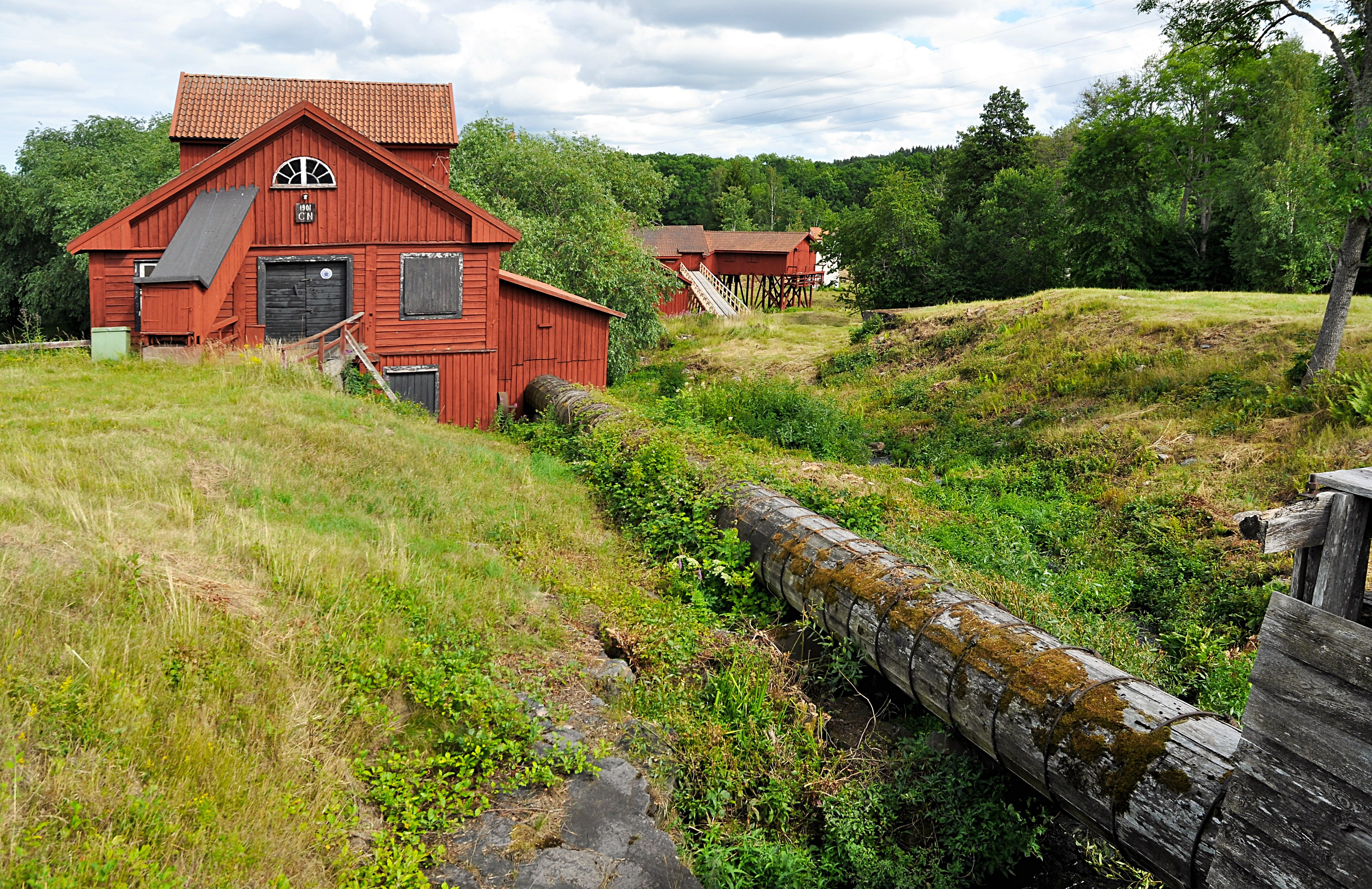
Torkladans västra gavel
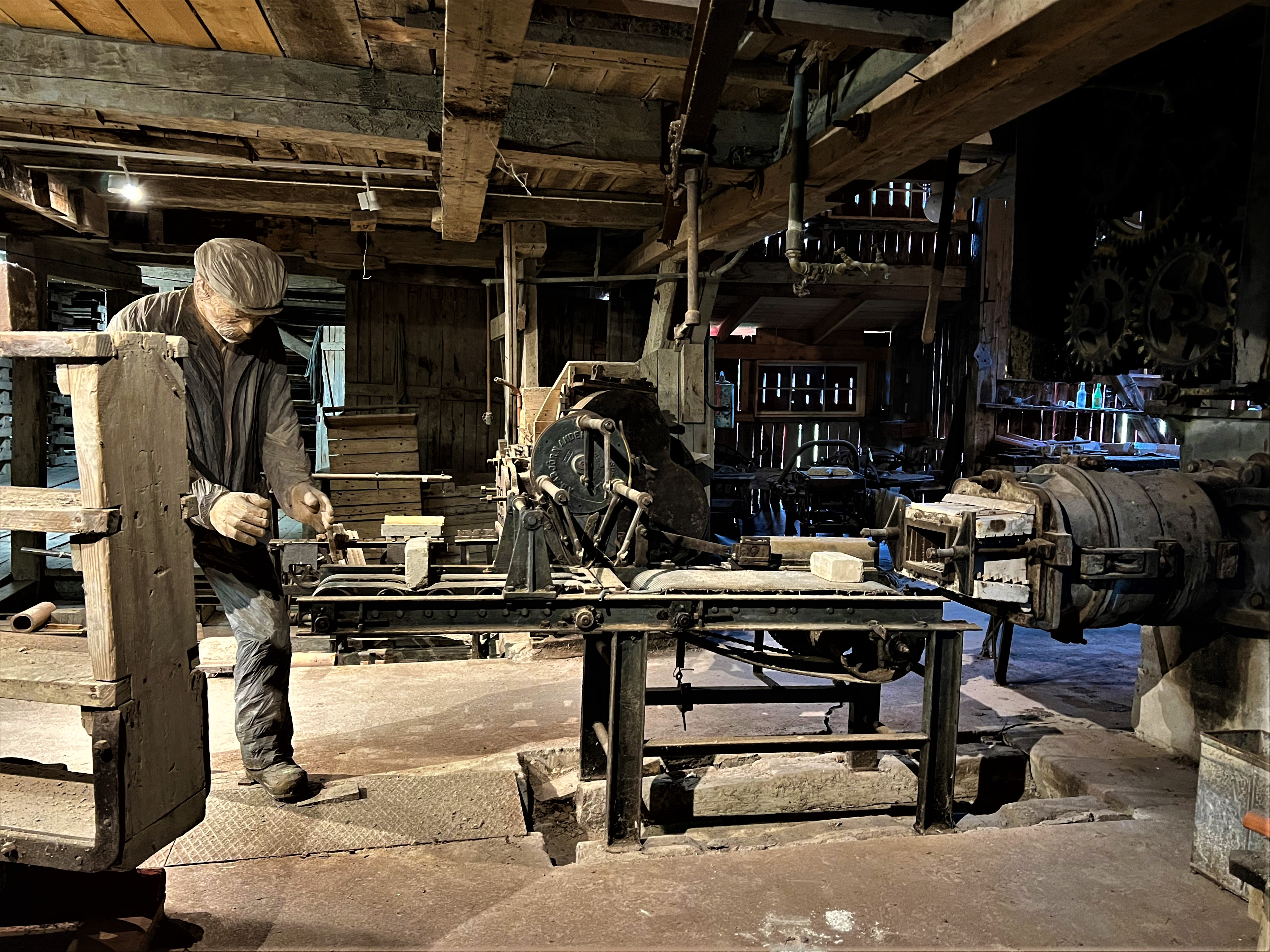
Torkladan med en träskulptur av Gösta Holmer
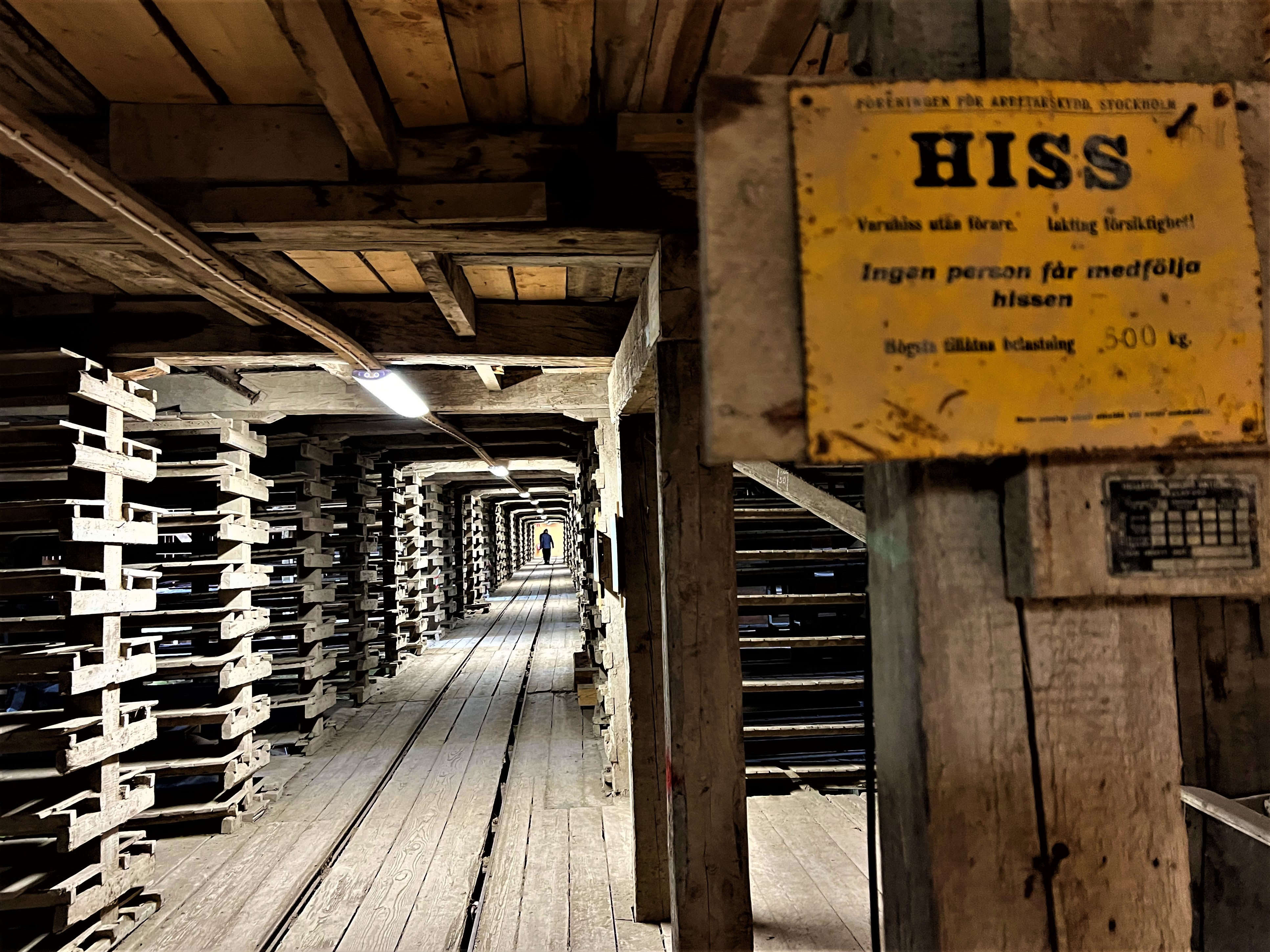
Torkladan
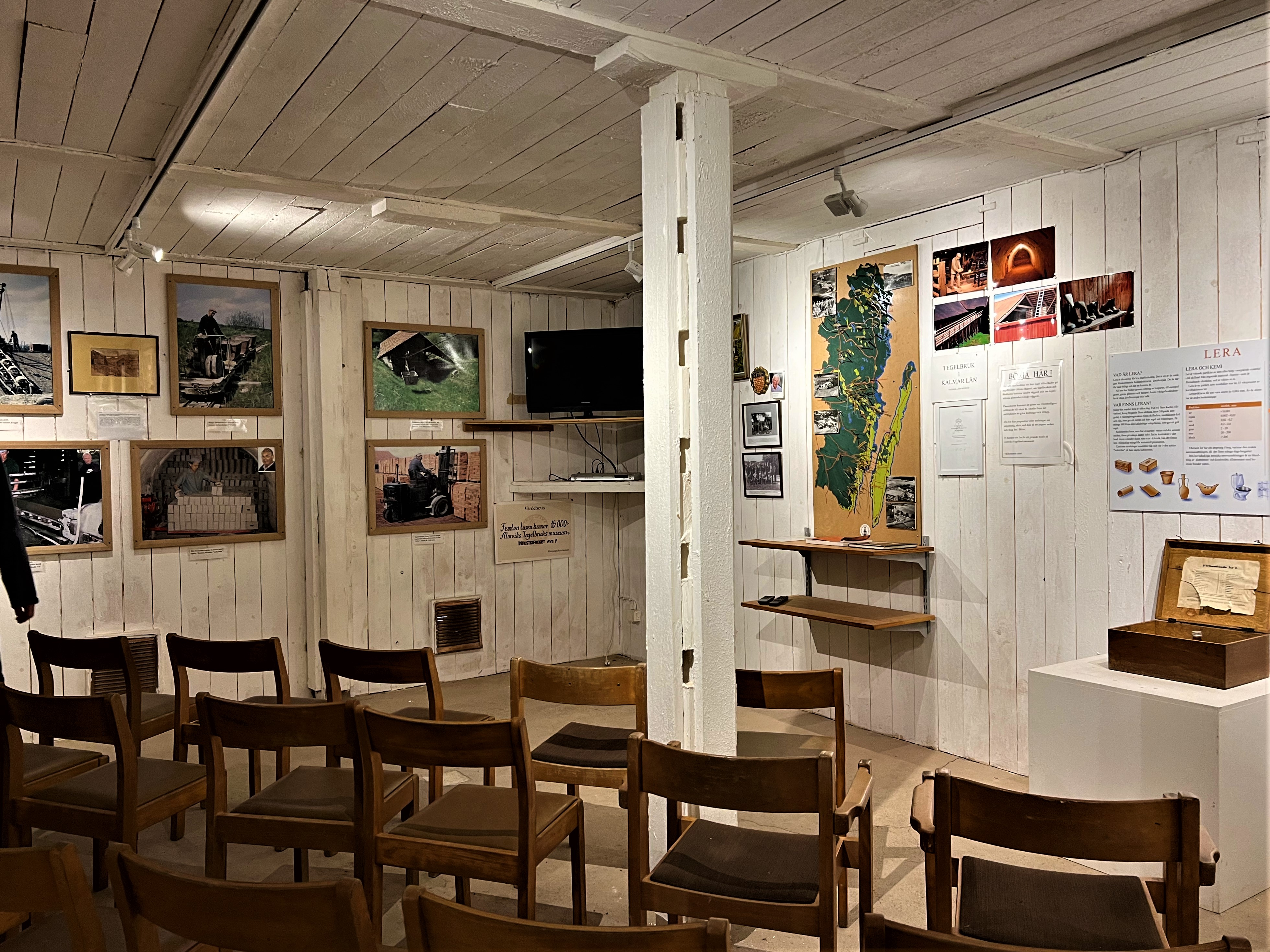
Del av utställningshallen
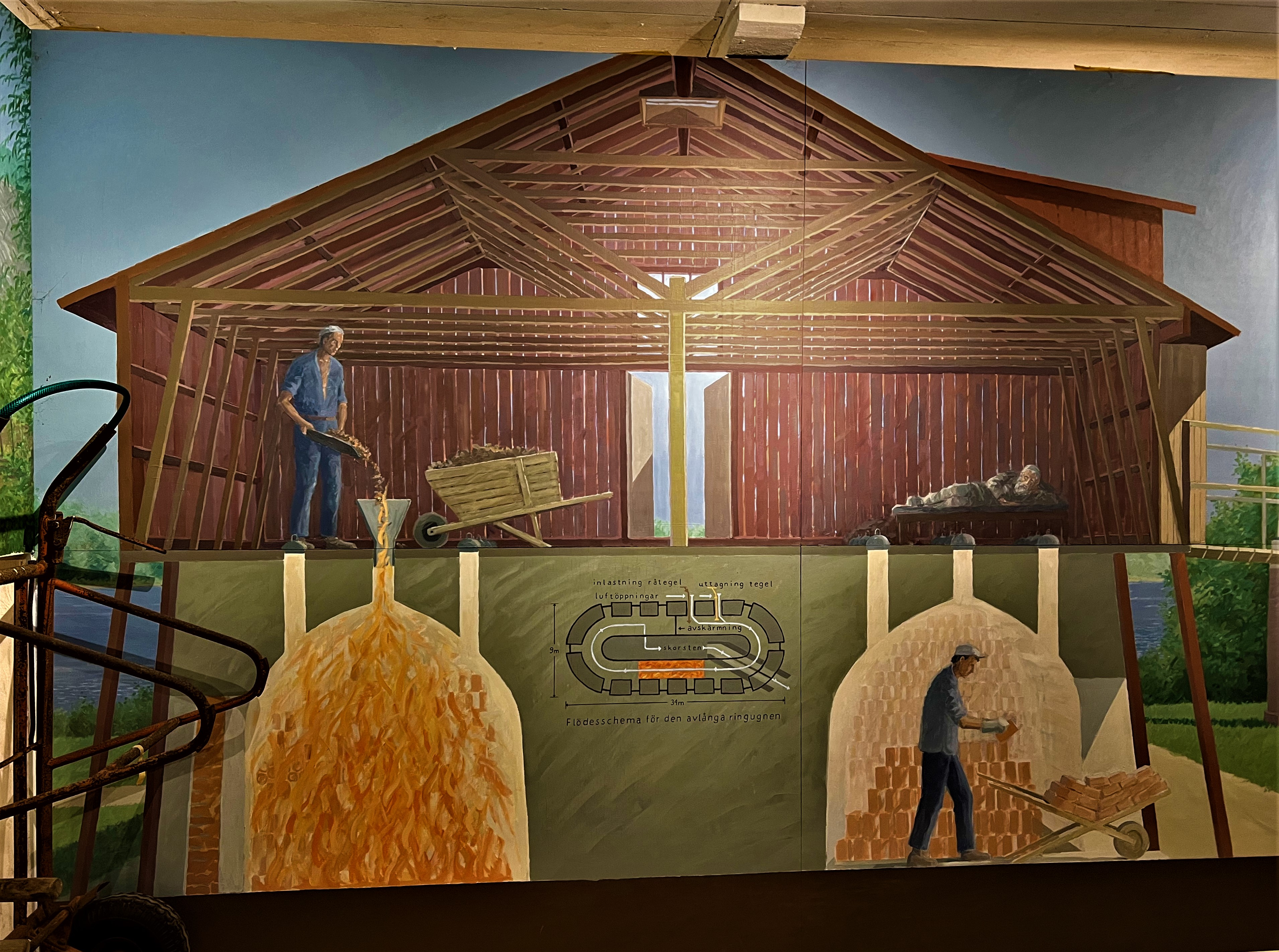
Del av utställningshallen med en målning av Lars Jönsson